# Svay Rieng
Svay Rieng is een stad in Cambodja en is de hoofdplaats van de provincie Svay Rieng.
Svay Rieng telt ongeveer 25.000 inwoners.